# لو گوانژونگ

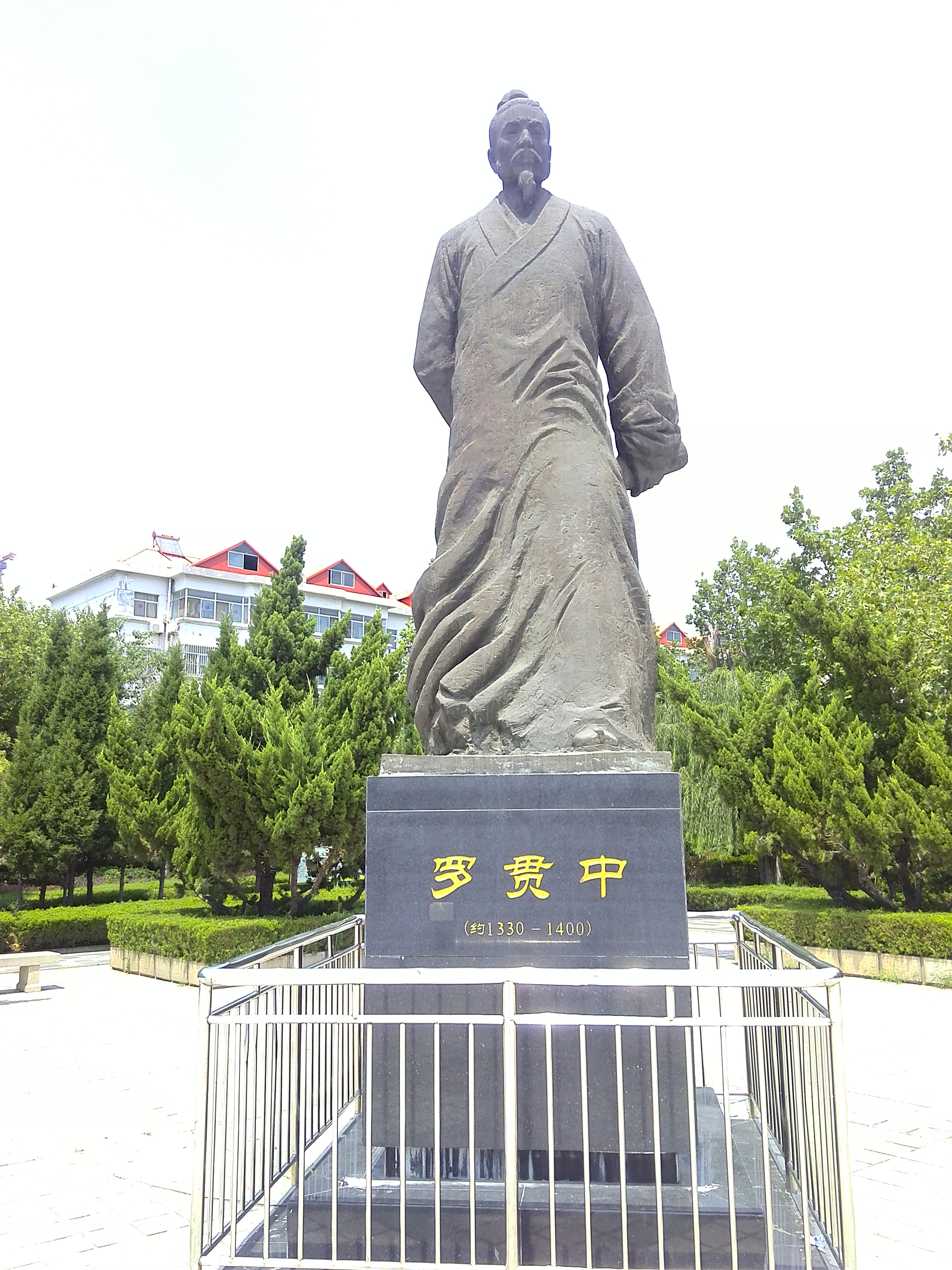
نمایی از تندیس لو گوانژونگ در شاندونگ - ۲۰۱۷

لو بن که بیش‌تر با نام محترم خود گوانژونگ شناخته می‌شود، نویسنده چینی بود که در زمان دودمان مینگ زندگی می‌کرد. او با نام مستعار خود هوهای سانرن (به زبان چینی: 湖海散人؛ به پین‌یین: Húhǎi Sǎnrén) نیز شناخته می‌شود. داستان عاشقانه سه پادشاهی که یکی از رمان‌های بزرگ کلاسیک چین است به او نسبت داده می‌شود.

## زندگی‌نامه
محل و تاریخ تولد لو گوانژونگ بحث‌برانگیز است. یکی از احتمالات این است که او اهل تایوان بود و در اواخر سلسله یوآن و اوایل سلسله مینگ زندگی می‌کرد. احتمال دیگر این است که او در شهرستان دونگپینگ استان شاندونگ به دنیا آمد و حدود سال‌های ۱۲۸۰–۱۳۶۰ میلادی زندگی می‌کرده‌است. برخی از مورخان ادبی هانگژو و جیانگ نان را هم محل زندگی او روایت کرده‌اند. تحقیقات اخیر نشان می‌دهد که تاریخ تولد لو گوانژونگ بین سال‌های ۱۳۱۵–۱۳۱۸ میلادی بوده‌است، اما منابع دیگر آن را نزدیک‌تر به سال ۱۳۳۰ میلادی می‌دانند و احتمال می‌دهند که لو گوانژونگ حدود سال ۱۴۰۰ میلادی درگذشته است.

## شکل‌گیری داستان‌ها
داستان عاشقانه سه پادشاهی همانند هزار و یک شب است که شرق‌شناسان عموماً اتفاق نظر دارند التقاطی از متون دارای ریشه‌های بس گوناگون است که در طی چندین قرن، پرداخته شده‌اند و شکلی ثابت به خود گرفته و بخش عمده‌ای از داستان‌های رمان‌های داستان عاشقانه سه پادشاهی و لب آب توسط بسیاری از داستان‌نویسان مستقل ساخته شده‌اند. این که تصور کنیم داستان عاشقانه سه پادشاهی اثر یک نویسنده است، بر جایی نااستوار ایستاده‌ایم. در حقیقت با اثری جمعی سر و کار داریم که نه تنها به مدت چندین قرن فراهم آمده‌است، بلکه نمودار گرایش‌هایی بس مختلف نیز هست.
افسانه‌های مربوط به داستان عاشقانه سه پادشاهی تا قبل از اینکه به صورت کتبی نوشته شوند، در قالب داستان‌های شفاهی و سینه به سینه موجود بودند. در این داستان‌های محبوب، شخصیت‌ها خصوصیات اغراق‌آمیز دارند، گاهی به صورت موجودات فناناپذیر و مافوق‌الطبیعه با توانایی‌های جادویی در می‌آیند. این داستان‌ها با تمرکزی که بر روی چینی‌های نژاد هان داشتند، در دوره تسلط امپراتوران مغول سلسله یوان محبوب شدند. با آمدن سلسله مینگ، علاقه به نمایشنامه و رمان باعث گسترش هر چه بیش‌تر این داستان شد.
اولین تلاش برای به تحریر کشیدن این داستان‌ها توسط سانگوژی پینگخوا صورت گرفت؛ که به نام داستان سانگوژی بین سال‌های ۱۳۲۱ تا ۱۳۲۳ میلادی منتشر شد. در این نسخه عناصر افسانه، جادو و رادمردی درهم آمیخته شده‌اند تا طبقه برزگر را جذب کند. عناصر کارما و تناسخ نیز به این اثر افزوده شدند.
همان گونه که شی نائی ئان اولین کسی بود که لب آب را در یک اثر یکپارچه جمع‌آوری کرد، لو گوانژونگ متعاقباً داستان عاشقانه سه پادشاهی را به شکل فعلی در ۱۰۰ فصل جمع‌آوری کرد. گفته می‌شود که شی نائی ئان آموزگار لو گوانژونگ بوده‌است.